# اندازه جمعیت

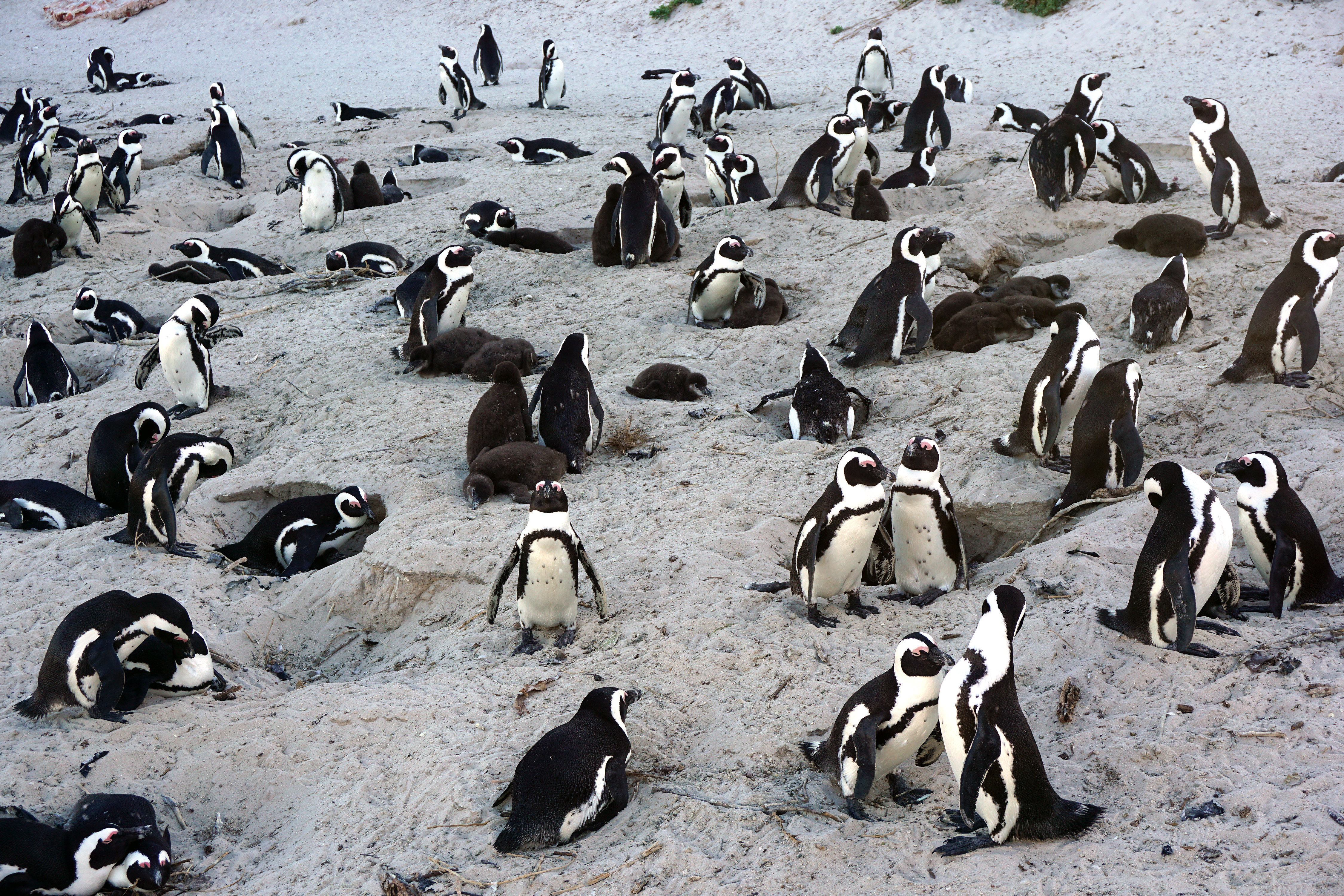
پنگوئن های آفریقایی (Spheniscus demersus)، ساحل بولدرز، شهر سیمون، آفریقای جنوبی.

در ژنتیک جمعیت و بوم‌شناسی جمعیت، اندازه جمعیت (به انگلیسی: Population size) (معمولاً با N نشان داده می‌شود) تعداد جانداران منفرد در یک جمعیت است. اندازه جمعیت به‌طور مستقیم با میزان رانش ژنتیکی مرتبط است و علت اصلی اثراتی مانند تنگناهای جمعیت و اثر بنیانگذار است. رانش ژنتیکی منبع اصلی کاهش تنوع ژنتیکی در جمعیت‌ها است که باعث پایداری می‌شود و به‌طور بالقوه می‌تواند منجر به وقایع گونه‌زایی شود.